# هولشوویسته

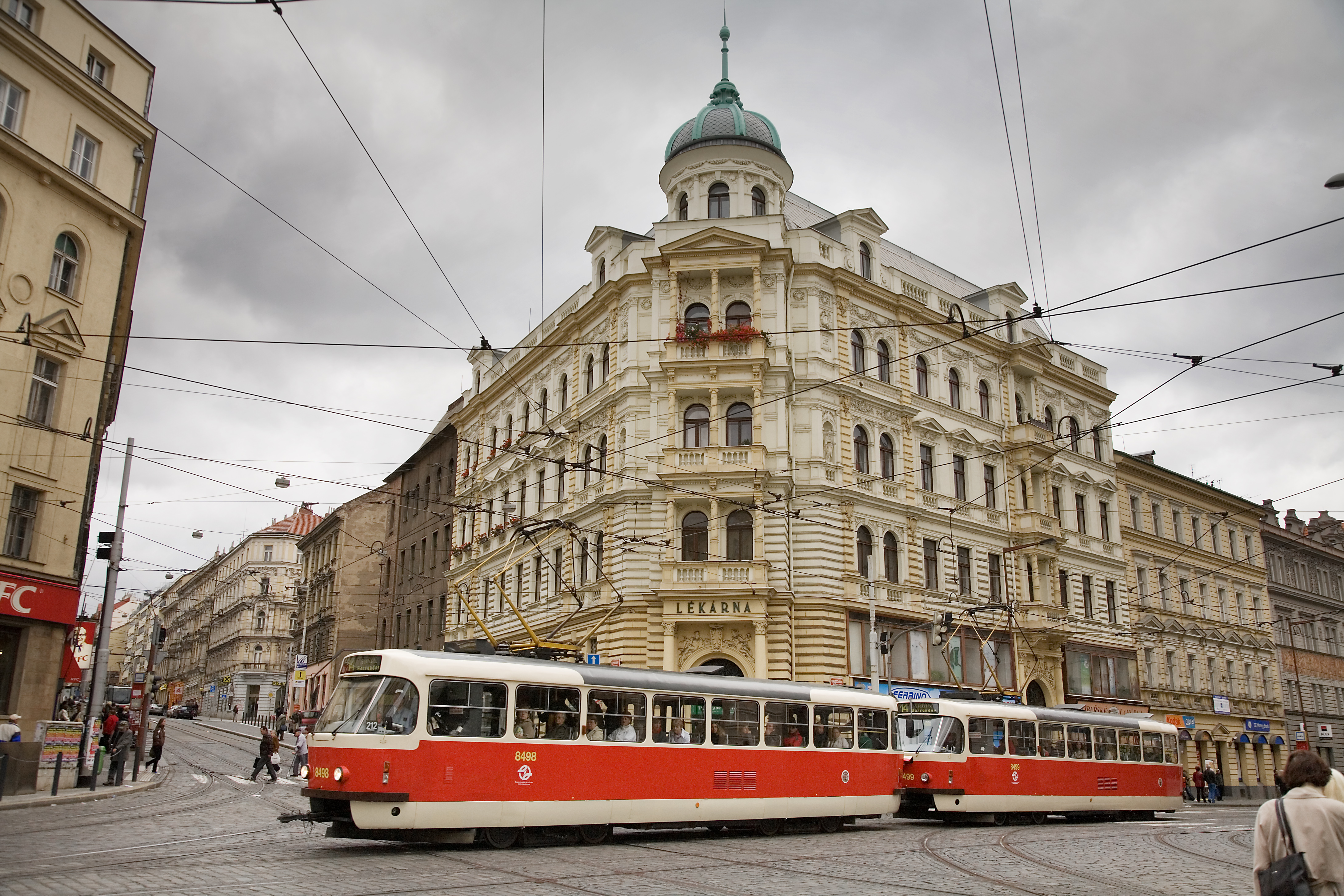
تراموای پراگ در میدان اشتروس‌مایر، یکی از مراکز اصلی هولشوویسته

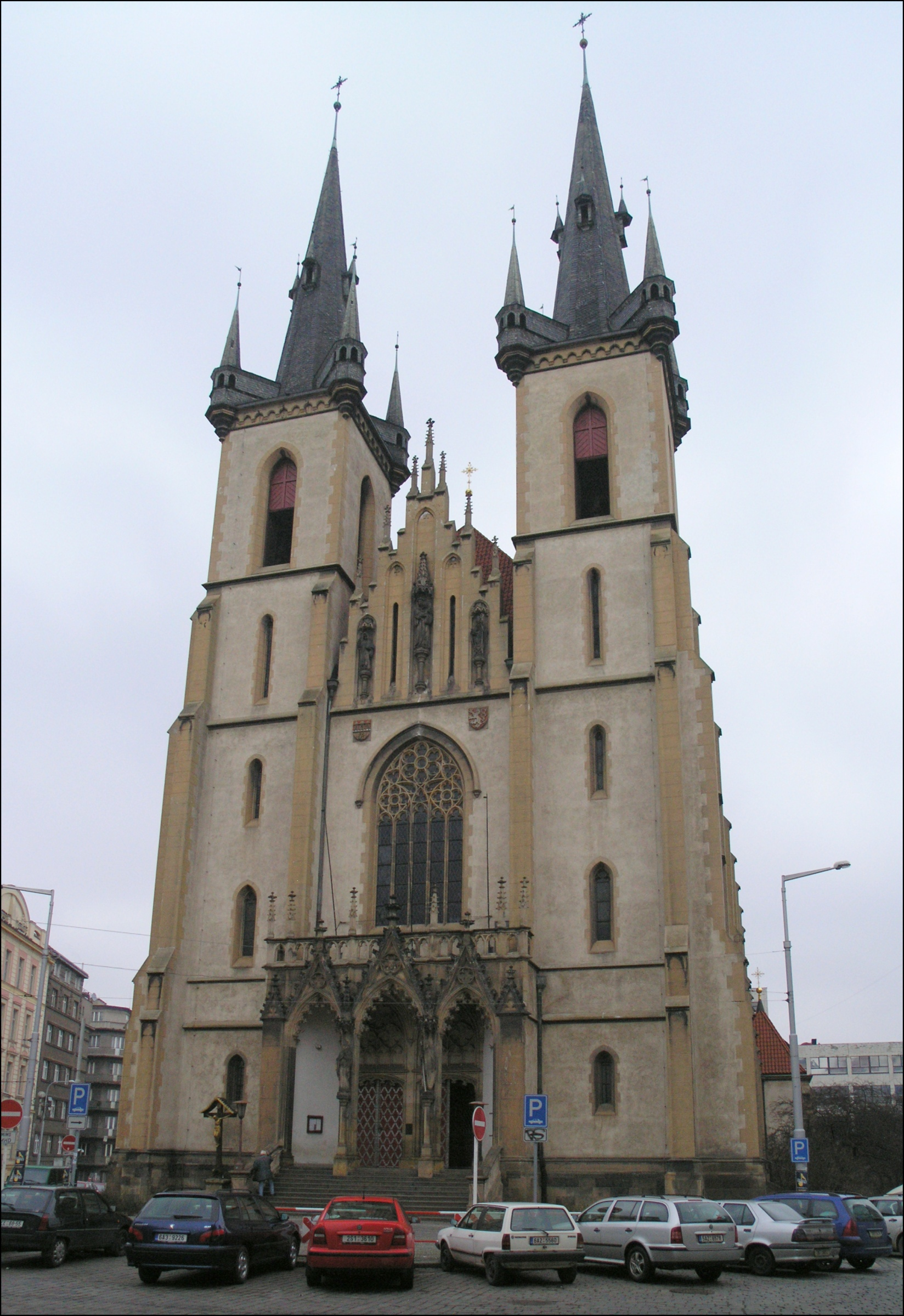
کلیسای سنت آنتونی پادوا

هولشوویسته (چکی: Holešovice؛ ‏تلفظ چکی: [ˈɦolɛʃovɪtsɛ]) ناحیه‌ای در شمال پراگ است که در پیچاپیچ رودخانهٔ ولتاوا واقع شده‌است و بخش اصلی پراگ ۷ (و بخش کوچکی از پراگ ۱) را تشکیل می‌دهد. این محله در گذشته یمی از حومه‌های صنعتی شهر محسوب می‌شد، اما امروزه خانهٔ گالری ملی پراگ است.
گاردین در سال ۲۰۲۰ این منطفه را یکی از ۱۰ محلهٔ خیلی خوب اروپا نامید.